# Architektura nulové důvěry
Architektura nulové důvěry (zkratka ZTA, anglicky Zero Trust Architecture) je v oblasti kybernetické bezpečnosti model, jehož přístup k návrhu a implementaci IT systémů je založen na nedůvěře, opatrnosti a skepsi. Principem je nedůvěra ke všem uživatelům, zařízením i službám, ať už jsou vně nebo uvnitř sítě. To platí i v případě, že se jedná o privilegované sítě typu firemní LAN včetně dřívějšího ověření.
Jde o komplexní přístup k zabezpečení podnikových zdrojů a dat, který zahrnuje identitu (osobní i neosobní entity), přihlašovací údaje, správu přístupů, operace, koncové body, hostitelská prostředí i propojovací infrastrukturu.
Tento přístup vyžaduje ověření identity a autorizačních mechanismů při každém síťovém požadavku. Využívá se Zero Trust Network Access (ZTNA), kde dochází k ověření a autentizaci každého přístupového požadavku. Předpokládá se, že síť již může být kompromitována a považuje i jednoduché požadavky za potenciální hrozby. V případě, kde ověřený uživatel požaduje přístup k novému prostředí, je přezkoumáno jeho pověření a následuje povolení přístupu. Tímto přístupem je omezen boční pohyb, když se již hrozba nachází uvnitř sítě a umožňuje tak rychlejší detekci, identifikaci a neutralizaci vnitřních či vnějších hrozeb.

## Historie architektury nulové důvěry
Architektura nulové důvěry byla poprvé představena v roce 2010 Johnem Kindervagem, hlavním analytikem společnosti Forrester Research. Kindervag zpochybnil tradiční bezpečnostní modely založené na perimetru (tzv. "castle-and-moat" modely), které automaticky důvěřovaly uživatelům a zařízením uvnitř sítě, zatímco považovaly externí subjekty za hrozbu. Kindervag prosazoval přístup, kde "nikdy nevěřit, vždy ověřovat" bylo hlavním principem bezpečnosti.

### Vývoj a přijetí architektury nulové důvěry
Prvním zásadním krokem k širší implementaci ZTA byl v roce 2014 model BeyondCorp, který představila společnost Google. Tento model umožnil zaměstnancům přístup k firemním aplikacím bez nutnosti tradičního VPN připojení. BeyondCorp implementoval klíčové principy nulové důvěry – ověřování identity uživatele a zařízení, kontextuální posuzování přístupů a neustálou kontrolu oprávnění. Tento přístup eliminoval závislost na perimetrické ochraně a poskytl robustnější bezpečnostní mechanismus, který lépe odpovídal moderním požadavkům na firemní infrastrukturu.
V roce 2016 se koncept nulové důvěry dále rozšířil díky práci DeCusatis a jeho kolegů, kteří navrhli novou metodu založenou na transportní kontrole přístupu. Ta využívala steganografii k vložení autentizačních tokenů přímo do TCP požadavků, čímž se výrazně zlepšila bezpečnost cloudových prostředí. Tento inovativní přístup umožnil preciznější řízení přístupu a zároveň snížil riziko neautorizovaných útoků.
Dalším zásadním milníkem v roce 2020 bylo zveřejnění oficiálního rámce SP 800-207 Národním institutem pro standardy a technologie (NIST) v USA. Tento dokument formalizoval klíčové principy a komponenty modelu nulové důvěry a poskytl organizacím jasné směrnice pro jeho implementaci. Rámec SP 800-207 se stal důležitým vodítkem pro firmy a instituce, které chtěly posílit svou kybernetickou bezpečnost a zajistit ochranu před moderními hrozbami. Díky tomu se ZTA stal nejen akademickým konceptem, ale i praktickým standardem pro bezpečnostní strategie v podnikové a veřejné sféře.

### Klíčové milníky v historii
Model nulové důvěry se postupně rozšířil do klíčových průmyslových a vojenských infrastruktur, kde se tradiční bezpečnostní přístupy ukázaly jako nedostatečné. Mezi první aplikace patřily letiště a energetické sítě, kde bylo nutné zajistit přístup k systémům pouze oprávněným uživatelům a minimalizovat riziko kybernetických útoků. V těchto prostředích je důležité, aby byl přístup dynamicky řízen na základě aktuální situace a nebyl závislý pouze na umístění zařízení v síti. Zavedení principů nulové důvěry umožnilo organizacím lépe chránit kritickou infrastrukturu před vnějšími i vnitřními hrozbami a reagovat na nově vznikající bezpečnostní výzvy.
Dalším krokem ve vývoji modelu nulové důvěry byla jeho kombinace s blockchainovou technologií. Sultana a kol. se v roce 2020 zaměřili na oblast zdravotnických dat, kde je nutné zajistit nejen ochranu před neoprávněným přístupem, ale také transparentnost a neměnnost uložených informací. Blockchain umožnil vytvoření decentralizovaného a bezpečného systému pro sdílení zdravotních záznamů mezi různými subjekty, přičemž každý přístup byl ověřován a zaznamenáván v neměnném řetězci transakcí. Tento přístup nejen zlepšil bezpečnost dat, ale také umožnil pacientům a zdravotnickým institucím větší kontrolu nad citlivými informacemi.
S dalším rozvojem technologií se do modelu nulové důvěry začala integrovat i umělá inteligence. V roce 2021 Ramezanpour a Jagannath navrhli využití AI pro automatizovanou detekci bezpečnostních hrozeb a rozhodování v rámci ZTA. Díky strojovému učení bylo možné analyzovat chování uživatelů a zařízení, detekovat anomálie a automaticky upravovat přístupová oprávnění v reálném čase. Tento přístup zvýšil efektivitu bezpečnostních systémů a umožnil organizacím rychleji reagovat na potenciální útoky, aniž by bylo nutné spoléhat se výhradně na statická pravidla. Využití AI tak posunulo model nulové důvěry na novou úroveň, kde se bezpečnostní rozhodování stává dynamičtějším a přesněji přizpůsobeným konkrétním podmínkám.

## Principy nulové důvěry
Architektura nulové důvěry je založena na třech základních principech, které jsou ověřování, přístup s nejmenšími oprávněními a předpoklad narušení.

### Ověřování (Continuously Monitor and Validate)
Žádná síť by neměla být automaticky považována za bezpečný prostor. Cílem je pravidelné sledovaní chodu sítě a využívání zdrojů pro detekci neobvyklého chování. Uživatelé jsou ověřováni na základě klíčových informací (lokalita, identita, klasifikace dat a podobně).
Mezi doporučené technologie, které pomohou dodržovat principy patří:
- vícefaktorová autentizace (MFA)[7]
- kontroly stavu zařízení
- Whitelisting aplikaci pro ověření identity, stavu zařízení a integrity aplikací.

Díky tomu je možné předejít útokům typu man-in-the-middle nebo DNS spoofing.

### Přístup s nejmenšími oprávněními (Enforce Least Privileged Access)
Princip nejnižších pravidel je založen na předpokladu, že každý uživatel má pouze taková oprávnění, které potřebuje k vykonávání své práce. Uživatelé pak mají přístup pouze k datům, aplikacím a službám, které potřebují k plnění svých autorizovaných funkcí.
Přístupová práva by měla být pravidelné kontrolovaná a upravovaná dle potřeb. Granulární kontroly přístupu zajišťují, že jednotliví uživatelé nebo systémy mají přístup pouze k prostředkům, které skutečně potřebují.

### Předpoklad narušení (Assume Breach)
Architektura nulové důvěry předpokládá, že narušení bezpečnosti je nevyhnutelné a hrozby mohou pocházet zevnitř i zvenčí organizace. Cílem tohoto principu je omezit rozsah škod, pokud k narušení dojde. Měla by být zavedena opatření, která omezí rozsah útoku a zkrátí dobu nutnou pro obnovu systému.
Nápomocné jsou pak techniky jako mikro-segmentace zdrojů, end-to-end šifrování, kontinuální monitorování a mechanismy reakce a obnovy, díky čemuž je pak snadnější zotavení organizace v situacích, kdy narušení či útok nastane.

## Implementace architektury nulové důvěry

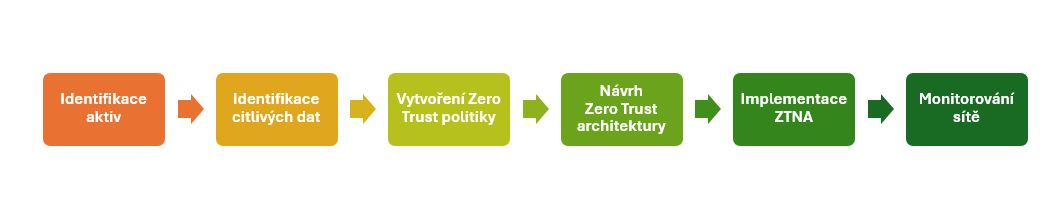
Postupné kroky implementace ZTA

Implementace architektura nulové důvěry zahrnuje několik klíčových kroků a principů. ZTA je založena na principech ověřování, přístupu s nejmenšími oprávněními a předpokladu narušení.

### Kroky pro implementaci ZTA
Implementace Zero Trust architektury vyžaduje pečlivé plánování a provedení několika klíčových kroků. Prvním z nich je identifikace všech aktiv v rámci organizace. To zahrnuje vytvoření komplexního inventáře uživatelů, zařízení a digitálních prostředků, které potřebují přístup k síti, ať už se jedná o fyzická zařízení nebo virtuální služby, jako jsou cloudové platformy či databáze. Každé z těchto aktiv by mělo být individuálně posouzeno z hlediska potenciálních zranitelností, aby bylo možné lépe pochopit a řídit rizika spojená s jejich používáním.
Následně je důležité určit a kategorizovat citlivá data napříč celou IT infrastrukturou. To zahrnuje servery umístěné přímo v organizaci, cloudová úložiště i koncová zařízení. Mezi citlivá data patří například osobní identifikační údaje (PII), finanční záznamy, duševní vlastnictví a důvěrné obchodní informace. Tímto způsobem lze lépe chránit nejcennější informace před neoprávněným přístupem či únikem.
Dalším krokem je vytvoření politiky Zero Trust. Tato sada pokynů a principů tvoří základ bezpečnostní strategie organizace. Definuje metody autentizace a autorizace uživatelů a zařízení a podrobně popisuje postupy pro zpracování různých typů síťového provozu a přístupových požadavků. Cílem je zajistit, že přístup k systémům a datům je udělován pouze na základě ověřených a důvěryhodných identit a že je neustále monitorován a vyhodnocován.
Při návrhu architektury Zero Trust je klíčové zahrnout prvky jako mikrosegmentaci sítě, vícefaktorovou autentizaci (MFA) a implementaci principu nejmenších oprávnění. Mikrosegmentace umožňuje rozdělit síť do menších, izolovaných segmentů, což omezuje možnost bočního pohybu útočníků v případě kompromitace. MFA přidává další vrstvy zabezpečení tím, že vyžaduje více než jen jedno ověření identity uživatele. Princip nejmenších oprávnění zajišťuje, že uživatelé a zařízení mají pouze taková oprávnění, která jsou nezbytná pro jejich funkci, čímž se minimalizuje riziko zneužití.
Implementace Zero Trust Network Access (ZTNA) zahrnuje ověřování každého přístupového požadavku pomocí kontextově uvědomělých přístupových kontrol. To znamená, že před udělením přístupu jsou zohledňovány různé faktory, jako je identita uživatele, stav zařízení, poloha a typ požadovaného zdroje. Tímto způsobem lze zajistit, že přístup je udělen pouze tehdy, jsou-li splněny všechny bezpečnostní požadavky.
Pravidelné monitorování sítě je kritické pro detekci neobvyklých vzorců chování nebo potenciálních bezpečnostních zranitelností. Využití pokročilých analytických nástrojů umožňuje detekci hrozeb, které aktivně skenují síťový provoz a hledají anomálie. Tímto způsobem lze rychle identifikovat a reagovat na potenciální bezpečnostní incidenty, což je klíčové pro udržení bezpečnosti a integrity systémů a dat.

## Výhody a nevýhody architektury nulové důvěry
Architektura nulové důvěry přináší řadu výhod, zejména pokud jde o zvýšenou bezpečnost organizací v dynamickém digitálním prostředí. Díky přístupu „nikdy nevěř, vždy ověřuj“ eliminuje implicitní důvěru, což minimalizuje riziko neautorizovaného přístupu a šíření kybernetických útoků v síti. Striktní ověřování uživatelů a zařízení pomáhá snížit riziko interních hrozeb a zároveň umožňuje přesné řízení přístupu k citlivým datům na základě dynamických zásad a kontextu. Implementace tohoto modelu také zlepšuje shodu s regulatorními požadavky, jako je GDPR nebo HIPAA, díky transparentnímu řízení přístupu a monitorování. Další výhodou je jeho flexibilita v hybridních pracovních prostředích, kde umožňuje bezpečný přístup k firemním zdrojům odkudkoli, čímž podporuje moderní trendy práce na dálku. Neustálé monitorování a analýza hrozeb navíc poskytují organizacím vyšší úroveň kontroly nad bezpečnostním stavem jejich infrastruktury.
Přestože architektura nulové důvěry nabízí řadu výhod, její implementace s sebou přináší několik významných nevýhod. Jednou z hlavních jsou vysoké počáteční náklady na zavedení, které zahrnují investice do nové infrastruktury, školení zaměstnanců a integraci s existujícími systémy. Architektura nulové důvěry je také technicky složitá na správu, protože vyžaduje neustálé monitorování a aktualizaci zásad přístupu, což může vést ke zvýšené administrativní zátěži. Dalším potenciálním problémem je snížení uživatelského komfortu – časté ověřování identity a omezený přístup k některým zdrojům může vést k frustraci zaměstnanců a poklesu produktivity. Kromě toho efektivní fungování modelu závisí na přesnosti a aktuálnosti shromažďovaných dat, což vyžaduje robustní systémy správy identit a přístupů. Nakonec, nepřetržité ověřování uživatelů a zařízení může vést k výkonovým problémům a zvýšené latenci při přístupu k aplikacím a datům.

## Budoucí vývoj architektury nulové důvěry
Budoucí vývoj architektury nulové důvěry bude směřovat k hlubší integraci pokročilých technologií, jako je automatizace a umělá inteligence, které umožní efektivnější detekci a reakci na bezpečnostní hrozby. Umělá inteligence a strojové učení budou hrát klíčovou roli při analýze uživatelského chování a identifikaci anomálií v reálném čase, což umožní automatizované rozhodování o přístupu a rychlé reakce na potenciální bezpečnostní incidenty. Zároveň bude architektura nulové důvěry stále více využívána v cloudových prostředích a hybridních infrastrukturách, kde poskytne jednotné řízení přístupu napříč různými platformami, včetně multi-cloudových řešení a edge computingu.
Dalším významným trendem bude zlepšení autentizačních metod, které postupně přejdou od tradičních hesel k bezheslovým technologiím, jako jsou biometrické autentizace a hardwarové bezpečnostní klíče. Zero Trust se rovněž rozšíří do oblastí internetu věcí (IoT) a provozních technologií (OT), kde bude chránit průmyslové systémy a kritickou infrastrukturu před kybernetickými hrozbami. Vzhledem k rostoucím regulačním požadavkům budou organizace nuceny implementovat Zero Trust nejen kvůli bezpečnosti, ale i pro splnění norem, jako jsou GDPR nebo NIST 800-207. Celkově lze očekávat, že Zero Trust se stane standardním bezpečnostním modelem pro organizace všech velikostí a sektorů.